# Oedematopoda beijingana
Oedematopoda beijingana is een vlinder uit de familie Stathmopodidae. De wetenschappelijke naam van de soort is voor het eerst geldig gepubliceerd in 1977 door Yang.